# Кракованы
Кракованы (словац. Krakovany) — село и одноимённая община в районе Пьештяни Трнавского края Словакии. В письменных источниках начинает упоминаться с 1113 года.

## География
Село расположено в северной части края, при автодороге 504. Абсолютная высота — 165 метров над уровнем моря. Площадь муниципалитета составляет 9,82 км².

## Население
По данным последней официальной переписи 2021 года, численность населения селa составляла 1456 человек.
Динамика численности населения общины по годам:
| Год:                | 1994 | 2004    | 2014    | 2024    |
| ------------------- | ---- | ------- | ------- | ------- |
| Количество человек: | 1351 | 1343    | 1447    | 1444    |
| Разница:            |      | −0,59 % | +7,74 % | −0,20 % |